# Тредюдер
Тредюде́р (фр. Tréduder, брет. Treduder) — коммуна во Франции, находится в регионе Бретань. Департамент — Кот-д’Армор. Входит в состав кантона Плестен-ле-Грев. Округ коммуны — Ланьон.
Код INSEE коммуны — 22350.

## География
Коммуна расположена приблизительно в 440 км к западу от Парижа, в 155 км северо-западнее Ренна, в 65 км к западу от Сен-Бриё.

## Население
Население коммуны на 2016 год составляло 196 человек.
| 1962 | 1968 | 1975 | 1982 | 1990 | 1999 | 2008 | 2016 |
| ---- | ---- | ---- | ---- | ---- | ---- | ---- | ---- |
| 204  | 212  | 155  | 156  | 157  | 163  | 194  | 196  |

## Экономика
В 2007 году среди 127 человек в трудоспособном возрасте (15—64 лет) 84 были экономически активными, 43 — неактивными (показатель активности — 66,1 %, в 1999 году было 75,5 %). Из 84 активных работали 75 человек (41 мужчина и 34 женщины), безработных было 9 (2 мужчин и 7 женщин). Среди 43 неактивных 14 человек были учениками или студентами, 20 — пенсионерами, 9 были неактивными по другим причинам.

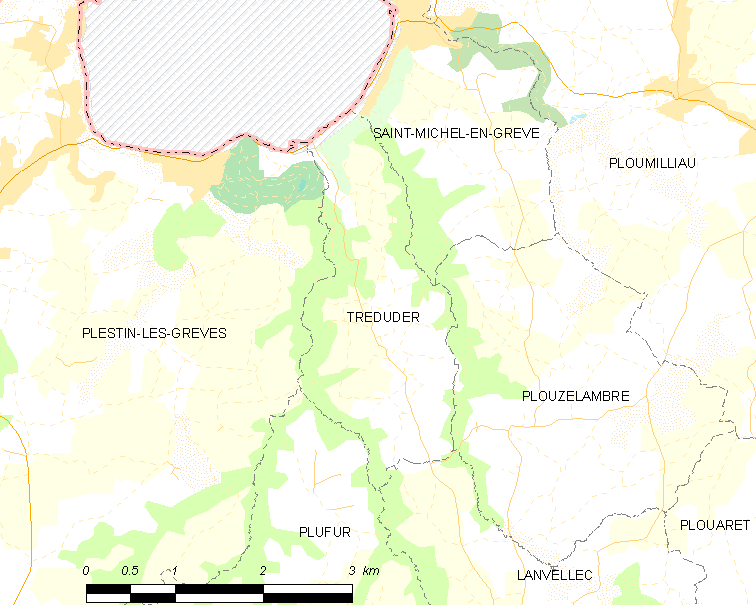
Карта коммуны

## Достопримечательности
- Церковь Сен-Теодор[фр.] (XIV век). Исторический памятник с 1911 года[8]
- Фонтан Сен-Тюде